# Storby
En storby (også metropol el. metropolis) er et byområde, der opfylder et antal kriterier ud fra en given definition. Der findes flere forskellige definitioner, alt efter hvilken sammenhæng ordet anvendes i.

## Definitioner
Der findes flere rent objektive definitioner på hvad en storby er, men i mange tilfælde vil en storby også kunne være en subjektiv vurdering. F.eks. brandede medierne i 1950'erne byen Aarhus som "verdens mindste storby". Under de nedenstående definitioner vil den aldrig være sand, omend den vil være en storby efter FN eller USAs definition. Efter de to sidste definitioner er der flere danske storbyer (f.eks. Odense og Aalborg) der er mindre, mens der efter den mest udbredte definition slet ikke er nogen storbyer i Danmark (eller resten af Skandinavien for den sags skyld).

### Dirk Brongers definition
Den mest anvendte definition, der især anvendes af sociologer, samfundsforskere og trafikforskere er Dirk Brongers definition, der definerer en storby ud fra kriterierne indbyggertal (> 1 mio.), befolkningstæthed (> 2.000 indbyggere/km2) og monocentreret opbygning

### FN's definition
FN definerer en storby som et område, der har tæt bebyggelse omgivet af områder med lavere bebyggelsesgrad, hvor hele området skal være under direkte påvirkning af det centrale byområde, gennem f.eks. offentlig transport og vejnet.

### USA's nationale statistikorganisations definition
USA's nationale statistikorganisations definition: en storby er et byområde med mindst 50.000 indbyggere.